# Distinta base di manutenzione
La distinta base di manutenzione è un documento di programmazione aziendale.
Elenca, oltre i materiali necessari allo svolgimento della manutenzione, altre risorse quali per esempio i  tempi impiegati per l'esecuzione delle singole attività manutentive, la frequenza con la quale esse devono essere eseguite, l'ordine con il quale procedere alle varie fasi delle manutenzione stessa.
Si distinguono generalmente due livelli di manutenzione: manutenzione preventiva, in questo caso la distinta base di manutenzione ( di ogni apparecchiatura) riporta passo passo le operazioni da eseguire durante ogni visita di manutenzione in funzione dell'uso fatto della macchina stessa e la loro frequenza.
Un esempio pratico di distinta base di manutenzione preventiva sono i "tagliandi" che vengono eseguiti sulle automobili.
L'altro tipo di manutenzione è quella necessaria in caso di fermo macchina.